# 제천 무암사 목조아미타여래좌상
제천 무암사 목조아미타여래좌상(堤川 霧岩寺 木造阿彌陀如來坐像)은 충청북도 제천시 금성면에 있는 조선시대의 불상이다. 2002년 3월 15일 충청북도의 유형문화재 제214호로 지정되었다.

## 개요
제천 무암사(霧岩寺)는 금수산에 있는 사찰로 신라시대에 지어졌다고 하나 정확한 창건연대는 알려져 있지 않다. 다만 현재 법당인 극락전은 영조 16년(1740)에 중수한 것으로 확인되었으며, 이 목조여래좌상은 극락전을 건립할 때에 함께 조성된 불상으로 추정된다. 무암사에는 목조여래좌상 이외에도 청동보살머리, 전패(殿牌) 등이 전한다.
극락전에 모셔져 있는 목조여래좌상의 보존상태는 양호한 편이며, 최근에 극락전을 새로 고치고 단장하면서 목불에 금박을 다시 입혔다.
불상의 규모는 비교적 큰 편으로 통나무로 조각되었는데 두 손은 따로 만들어 끼운 형태를 하고 있다. 머리에는 소라모양의 머리칼을 흙으로 만들어 붙였으며, 넓적한 얼굴은 원만한 인상이다. 상체가 길쭉하고 다리의 폭이 넓지 않으나 몸 전체에 양감이 풍부하고 생동감이 있다.
옷은 양어깨에 걸치고 있으며, 가슴에는 가로 입혀진 옷의 단이 보이는데 연꽃무늬가 장식되어 있어 주목된다. 왼쪽 무릎에 올려놓은 오른쪽 발과 무릎 사이에는 배 부분부터 흘러내린 옷주름이 무릎을 덮고 있다. 손모양은 오른손을 어깨 높이까지 들어 외장하여 엄지와 중지를 잡고 있으며 왼손은 오른쪽 무릎 위에 가볍게 놓아 상장하여 엄지와 중지를 잡고 있다.
이 목조여래좌상은 비록 복장 유물이 유실되었으나 조선 후기의 전형적인 목조여래좌상으로 규모가 비교적 큰 편이며, 원만한 얼굴과 몸체의 양감 표현에서 훌륭한 조각솜씨를 보여준다.

## 문화재 지정 사유
조선 후기의 전형적인 목조여래좌상으로 규모가 비교적 큰 편이며, 상호가 원만하고 몸 전체 조각도 양감이 있고 훌륭하다. 복장유물이 유실되었으나 귀한 목불이다.

## 같이 보기
- 무암사

## 참고 자료
- 제천 무암사 목조아미타여래좌상 - 국가유산청 국가유산포털